# Little Hoole
Little Hoole är en civil parish i Storbritannien.   Den ligger i grevskapet Lancashire och riksdelen England, i den centrala delen av landet, 300 km nordväst om huvudstaden London. Antalet invånare är 1 815. Little Hoole gränsar till Walmer Bridge.